# سیارک ۷۶۳۱
سیارک ۷۶۳۱ (به انگلیسی: 7631 Vokrouhlicky، نامگذاری:1981WH) هفت هزار و ششصد و سی و یکمین سیارک کشف شده‌است که در ۲۰ نوامبر ۱۹۸۱ کشف شد.
قدر مطلق سیارک برابر ۱۴٫۲۰ است.